# Silesia.info.pl
Silesia.info.pl – sieć polskich portali internetowych, uruchomiona w 2015 roku, powstała na bazie wcześniej istniejącego portalu BliżejMiasta.pl, stanowiącego własność Silnet.pl. Swoim zasięgiem obejmuje kilkanaście miast Górnego Śląska i Zagłębia.
Głównym założeniem portali miejskich jest przekazywanie zawsze aktualnych i wiarygodnych informacji dotyczących życia w danym mieście. Dzięki tworzeniu codziennie autorskich tekstów, współpracy z lokalnymi instytucjami, ośrodkami sportu czy kultury, portale miejskie sieci Silesia.Info.pl stanowią źródło informacji o danym mieście.
Aktualnie sieć składa się z 19 odrębnych portali zlokalizowanych w następujących miastach:
- Bytom – Portal MójBytom.pl – miejsce w Alexa.com – 1 731 791; PL: 80 464[1]
- Chorzów – Portal MójChorzów.pl – miejsce w Alexa.com – 1 745 135; PL: 49 980[2]
- Gliwice – Portal MojeGliwice.pl – miejsce w Alexa.com – 2 457 437[3]
- Katowice – Portal MojeKatowice.pl – miejsce w Alexa.com – 1 104,503; PL: 38 723[4]
- Mikołów – Portal MójMikołów.pl – miejsce w Alexa.com – 1 952 271; PL: 60 815[5]
- Mysłowice – Portal M-ce.pl – miejsce w Alexa.com – 3 061 736[6]
- Łaziska Górne – Portal Łaziska.com.pl – miejsce w Alexa.com – 2 386 050[7]
- Orzesze – Portal Orzesze.com.pl – miejsce w Alexa.com – 4 002 238[8]
- Piekary Śląskie – Portal PiekaryŚląskie.com.pl – miejsce w Alexa.com – 2 708 363; PL: 79 797[9]
- Pyskowice – Portal Pyskowice.com.pl – miejsce w Alexa.com – 3 321 465[10]
- Ruda Śląska – Portal RudaŚląska.com.pl – miejsce w Alexa.com – 481 530; PL: 9 256[11]
- Rybnik – Portal Rybnicki.com – miejsce w Alexa.com – 2 761 194[12]
- Sosnowiec – Portal Sosnowiecki.pl – miejsce w Alexa.com – 2 343 589; PL: 54 198[13]
- Siemianowice Śląskie – Portal Siemianowice.net.pl – miejsce w Alexa.com – 3 177 953[14]
- Świętochłowice – Portal Swiony.pl – miejsce w Alexa.com – 1 074 787; PL: 23 415[15]
- Tychy – Portal MojeTychy.pl – miejsce w Alexa.com – 4 908 235[16]
- Wodzisław Śląski – Portal Wodzisław.com.pl – miejsce w Alexa.com – 3 519 256[17]
- Zabrze – Portal Zabrze.com.pl – miejsce w Alexa.com – 1 377 729; PL: 33 685[18]
- Żory – Portal Żory.com.pl – miejsce w Alexa.com – 1 330 170; PL: 35 383[19]